# Favorite Girl
"Favorite Girl" é uma canção gravada pelo cantor e compositor canadense Justin Bieber. Foi lançada exclusivamente na iTunes Store em 3 de novembro de 2009 como o segundo single promocional do seu primeiro extended play (EP), My World (2009). Foi composta por D'Mile, Delisha Thomas e as irmãs Antea Birchett e Anesha Birchett, com produção e arranjos sob o comando do primeiro. Primeiramente, o artista estreou a versão acústica da canção no seu perfil oficial do YouTube, após a cantora Taylor Swift usar o single "One Time" (2009) como tema de fundo em um dos seus vídeo-diários da Fearless Tour.
Musicalmente, "Favorite Girl" é uma faixa de ritmo moderado com elementos dos gêneros teen-pop e rhythm and blues (R&B). Estreou na vigésima sexta posição da tabela musical de canções estadunidense, bem como na décima quinta da canadense. Além disso, alcançou um sucesso moderado na Austrália e no Reino Unido. A fim de promover a canção, Bieber interpretou a sua versão acústica em várias ocasiões, inclusive na Fearless Tour, na qual participava como um artista de apoio.

## Antecedentes e lançamento
Em agosto de 2009, um vídeo da cantora Taylor Swift dançando ao som de "One Time" (2009) com seus amigos foi incluso no vídeo-diário da Fearless Tour, tendo mais tarde postado o mesmo vídeo na sua conta oficial do YouTube. Em resposta ao vídeo de Taylor, Bieber postou uma versão acústica da então nunca antes ouvida "Favorite Girl" também em sua conta do site. Quando questionado sobre a sua reação ao ver que Swift usara a sua canção, o cantor declarou: "Foi muito engraçado, porque eu ouvi isso através de uma fã. Quando eu procurei [o vídeo] e assisti-o, foi muito hilariante!" Bieber e Swift finalmente se conheceram pessoalmente na cerimônia dos prémios Video Music da MTV em 2009 e, mais tarde, ela o convidou para abrir os concertos de sua turnê quando ela voltasse para o Reino Unido.
Bieber cantou o tema pela primeira vez quando fez uma participação no talk show The Ellen DeGeneres Show em 3 de novembro de 2009, o dia do lançamento da canção na iTunes Store. Ainda nesse dia, após a sua performance ter recebido elogios pela coluna Newsroom da MTV, o tema tornou-se rapidamente em um dos assuntos mais comentados no Twitter.

## Estrutura musical
"Favorite Girl" foi composta por Dernst "D'Mile" Emile II, Antea Birchett, Anesha Birchet e Delisha Thomas. Emile II ficou também encarregue da produção e arranjos. Foi gravada por Blake Eisemen nos Icon Studios na cidade de Atlanta, Geórgia. A mixagem foi feita por Dave Pensado e Jaycen-Joshua Fowler nos Larrabee Studios em Hollywood, Califórnia. Musicalmente, é uma canção de teen-pop que integra características de R&B. Segundo a partitura publicada pela Universal Music no Musicnotes.com, é definida no compasso de tempo comum com um andamento que se desenvolve no metrónomo de 88 batimentos por minuto. Foi composta na tonalidade de Mi menor, com a voz do artista abrangendo da nota baixa de Sol3 à nota alta de Si4. A faixa e segue a progressão harmónica básica de Dó–Mi-Sol.

## Apresentações ao vivo

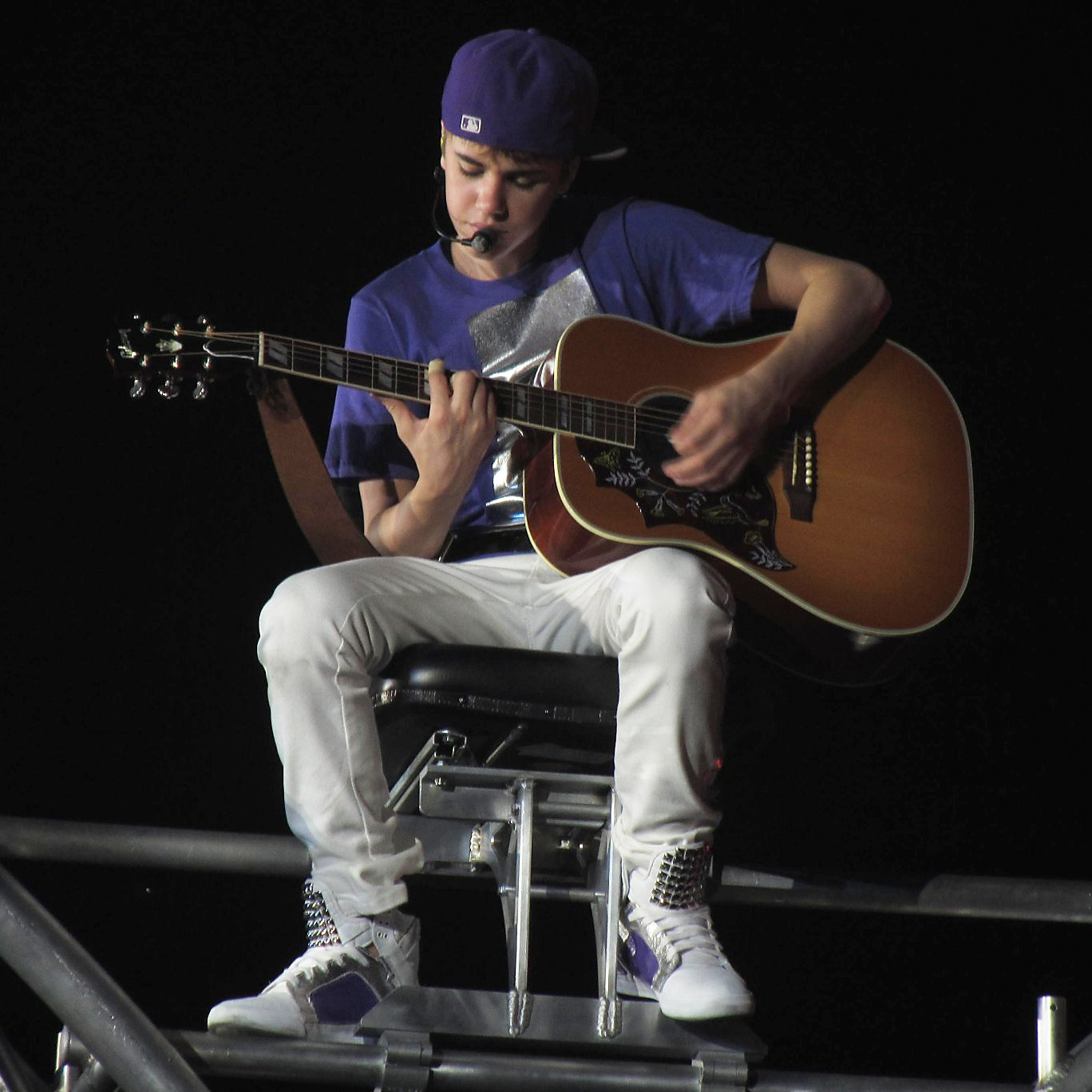
Bieber cantando "Favorite Girl" em Zurique, Suíça.

Na maior parte das interpretações ao vivo de "Favorite Girl", a sua versão acústica era a cantada, inclusive nos concertos da Fearless Tour, em concertos Jingle Ball organizados por diversas estações de rádio norte-americanas ao longo do inverno de 2009, e em uma sessão ao vivo com a MTV, na qual inclusive tocou teclado e ainda foi nomeado "Artista da Semana". Escrevendo uma análise para o jornal The New York Times, o resenhista Jon Caramanica declarou que a performance acústica de Bieber de "Favorite Girl" no Jingle Ball de 2009 organizado pela estação de rádio Z100 foi a melhor da noite.

## Créditos
Os créditos seguintes foram adaptados do encarte do extended play My World (2009):
- Gravada nos Icon Studios, Atlanta, GE
- Mixada nos Larrabee Studios, Hollywood, CA
- Vocais principais: Justin Bieber
- Composição: Anesha Birchett, Antea Birchett, Dernst Emile II, Delisha Thomas
- Gravação vocal: Blake Eisemen
- Mixagem: Jaycen-Joshua Fowler, Dave Pensado
- Produção e arranjos: D. Emile II

## Desempenho nas paradas musicais
Aquando do seu lançamento digital no iTunes, "Favorite Girl" fez uma estreia no 26.° posto da tabela musical de canções estadunidense e no 15.° da canandense, segundo a publicação da revista Billboard de 21 de Novembro de 2009, tendo permanecido em ambas por mais uma semana. Na semana de 9 de Janeiro de 2010, o tema fez uma ré-estreia na tabela de canções canadense no número 99. Ainda no mesmo ano, estreou na tabela de canções britânica no número 76 e na tabela de canções urbana dentro das trinta melhores posições. Após alcançar a marca de 500 mil cópias nos Estados Unidos, "Favorite Girl" recebeu o certificado de disco de ouro pela Recording Industry Association of America (RIAA).
| País — Parada musical (2009/10)                              | Posição de pico |
| ------------------------------------------------------------ | --------------- |
| Austrália — ARIA Charts                                      | 92              |
| Canadá — Canadian Hot 100 (Billboard)                        | 15              |
| Estados Unidos — Billboard Hot 100                           | 26              |
| Reino Unido — UK Singles Chart (The Official Charts Company) | 76              |
| Reino Unido — UK R&B Chart (The Official Charts Company)     | 27              |

Certificações
| Região — Associação (Vendas)                                         | Certificação |
| -------------------------------------------------------------------- | ------------ |
| Estados Unidos — Recording Industry Association of America (500 mil) | Ouro         |